# Moritz Cantor
Moritz Benedikt Cantor (Mannheim, 23 de agosto de 1829 — Heidelberg, 10 de abril de 1920) foi um historiador da matemática alemão.

## Vida
Nasceu em Mannheim, Alemanha. Natural de uma família que imigrou de Portugal para os Países Baixos, tendo outro ramo da família se estabelecido na Rússia, onde nasceu Georg Cantor. Na infância Moritz Cantor não era saudável o suficiente para ir para a escola, motivo pelo qual seus pais decidiram educá-lo em casa. Mais tarde, contudo, foi admitido em uma série avançada no ginásio de Mannheim. De lá foi para a Universidade de Heidelberg em 1848, e em 1851 para a Universidade de Göttingen, onde foi aluno de Carl Friedrich Gauss e Wilhelm Eduard Weber, e onde Moritz Stern despertou nele um forte interesse em pesquisas históricas.
Após obter o doutorado na Universidade de Heidelberg, em 1851, foi para Berlim, onde seguir avidamente as aulas de Johann Peter Gustav Lejeune Dirichlet; após retornar a Heidelberg, em 1853, foi indicado privatdozent na universidade. Em 1863 tornou-se professor assistente e em 1877 professor honorário.
Cantor foi um dos fundadores do "Kritische Zeitschrift für Chemie, Physik, und Mathematik." Em 1859 tornou-se editor associado a Oscar Schlömilch do "Zeitschrift für Mathematik und Physik," responsável por sua seção histórica e literária. Desde 1877, mediante seus esforços, foi publicado um suplemento do "Zeitschrift" com o título separado "Abhandlungen zur Geschichte der Mathematik."
A tese de Cantor de 1851, "Über ein weniger gebräuchliches Koordinatensystem," não fornece nenhum indício de que a história das ciências exatas em breve seria enriquecida por um trabalho primoroso de sua autoria. Seu primeiro trabalho significante foi "Über die Einführung Unserer Gegenwärtigen Ziffern in Europa," "Zeitschrift für Mathematik und Physik," 1856, vol. i.
Sua obra monumental foi "Vorlesungen über Geschichte der Mathematik", em 4 volumes:
- Volume 1 (1880) - From the earliest times until 1200
- Volume 2 (1892) - From 1200 to 1668
- Volume 3 (1894-1896) - From 1668 to 1758
- Volume 4 (1908) (com 9 colaboradores, Cantor como editor) - From 1759 to 1799.

Diversos historiadores creditam a ele como fundador de uma nova disciplina em um campo ao que até então faltava embasamento, consciência e os métodos críticos de outros campos da história.
Foi palestrante plenário do Congresso Internacional de Matemáticos em Paris (1900: Sur l'historiographie des mathématiques) e palestrante convidado do Congresso Internacional de Matemáticos em Heidelberg (1904).

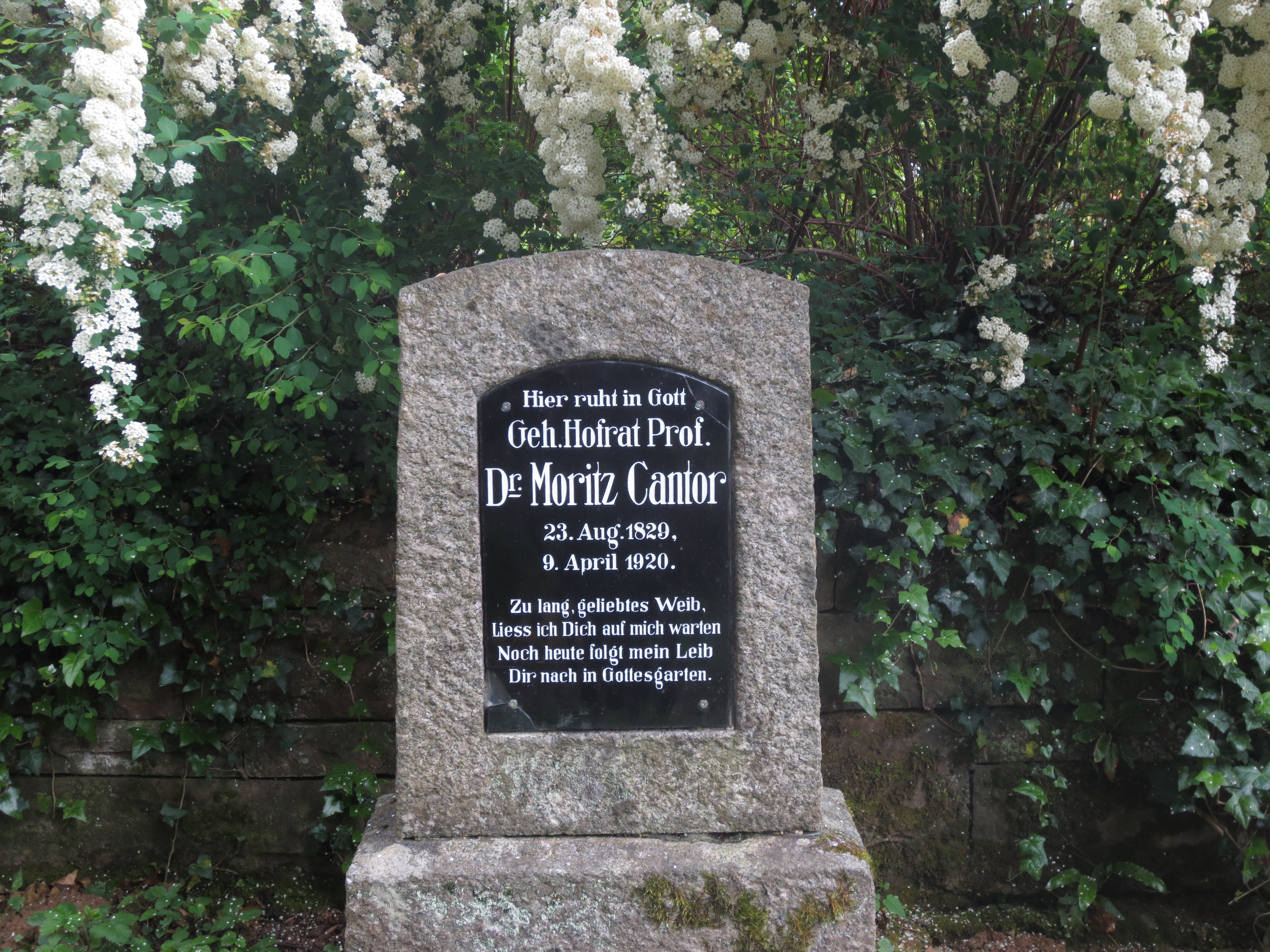
Sepultura de Moritz Cantor no Bergfriedhof de Heidelberg